# La llengua catalana (discurs)
«La llengua catalana» fou el discurs inaugural pronunciat per Àngel Guimerà, nou president de l'Ateneu Barcelonès, el 30 de novembre del 1895. Per primera vegada en la història de la institució el discurs inaugural fou pronunciat en català, fet que provocà que gran part de l'auditori abandonés la sala, i suposà la catalanització definitiva de l'Ateneu.
Àngel Guimerà havia guanyat les eleccions de l'Ateneu amb una candidatura explícitament catalanista. Per primera vegada el discurs inaugural es feu en llengua catalana, trencant un tabú i establint el costum des de llavors. A partir de llavors l'entitat va esdevenir un dels centres del catalanisme polític, que culminaria amb la fundació de la Lliga Regionalista el 1901. El 1903 s'hi van fundar els Estudis Universitaris Catalans, que van ser el bressol de la universitat catalana i de l'Institut d'Estudis Catalans.